# Меховський повіт
Меховський повіт (пол. powiat miechowski) — один з 19 земських повітів Малопольського воєводства Польщі.
Утворений 1 січня 1999 року в результаті адміністративної реформи.

## Загальні дані
Повіт знаходиться у північній частині воєводства.
Адміністративний центр — місто Мехув.
Станом на 1.01.2008 населення становить 50 577 осіб, площа 676,29 км².

## Демографія
Демографічні дані повіту станом на 30.06.2005:
|       | Всього | Всього | Жінки  | Жінки | Чоловіки | Чоловіки |
| ----- | ------ | ------ | ------ | ----- | -------- | -------- |
|       | осіб   | %      | осіб   | %     | осіб     | %        |
| Повіт | 50 931 | 100    | 25 948 | 50,9  | 24 983   | 49,1     |
| Міста | 11 815 | 100    | 6304   | 53,4  | 5511     | 46,6     |
| Села  | 39 116 | 100    | 19 644 | 50,2  | 19 472   | 49,8     |